# حاكم علي زرداري
 حاكم علي زرداري (1930 – 24 أيار / مايو 2011), (بالأردوية: حاکم علی زرداری)‏) سياسي باكستاني شغل منصب عضو في الجمعية الوطنية الباكستانية من عام 1972 إلى 1977 ومرة أخرى في الفترة من 1988 إلى 1990 ثم مرة أخرى من عام 1993 إلى عام 1996.
أشترك في السياسة الباكستانية منذ الستينيات وقد شغل منصب وزير أتحادي مرتين.

## في وقت النشأة
ولد في عام 1930 في قرية فاتح الزرداري إلى محمد حسن زرداري. أمه من أصل عراقي. حصل على التعليم الأولي من مسجد المدرسة وأكمل الثانوية العامة في ثانوية العاصمة في نوابشه.

## حياته السياسية
بدأ زرداري حياته السياسية في عام 1965 عندما تم أنتخابه كعضواً في مجلس مقاطعة نواب شاه ثم نائباً. أيد فاطمة جناح في الانتخابات الرئاسية عام 1965 ضد أيوب خان.
في عام 1970 التحق باكستان حزب الشعوب كما أعضائها المؤسسين. كما تم انتخاب رئيس زرداري قبيلة في عام 1970.
أُِنتخب للمجلس الوطني الباكستاني على تذكرة حزب الشعب الباكستاني في الانتخابات العامّة الباكستانيّة، 1970.
وأنتخب مرة أخرى إلى المجلس الوطني الباكستاني على تذكرة حزب الشعب الباكستاني في الأنتخابات العامة الباكستانية عام 1988.
ثم مرة أخرى أنتخبت إلى المجلس الوطني الباكستاني على تذكرة حزب الشعب الباكستاني في الأنتخابات العامة الباكستانية, 1993.
وقد سُجن في عهد نواز شريف وبيرويز مشرف، وكان متورطاً مع أبنه في قتل الأمين الأتحادي علم البلوش.

## العمل الوظيفي والثروة
قام ببناء دور السينما في حيدر آباد وكراتشي وعمل كموزع أفلام. أنتج أيضاً الفيلم السندي، سورة.
كان لديه منزل في نورماندي، فرنسا والذي أشتراه بمبلغ 724 مليون دولار. وقدم مكتب المساءلة الوطني إشارة ضده بسبب وجود أصول له خارج مصدر الدخل وحكم عليه بالسجن لمدة خمس سنوات بسجن صارم، وغرامة قدرها 18.5 مليون روبية، وأستبعاده من شغل أي مكتب منتخب لمدة 10 سنوات. ونظراً لحالته الصحية تم إعلان منزله كسجن فرعي.
في 24 كانون الثاني / يناير 2007، ألغت محكمة السند العليا إدانته التي أصدرتها مكتب المساءلة.
كما أدين في قضية مماثلة في لاهور لإجراء معاملات مشبوهة مع منظمات مختلفة لإنشاء قرية سياحية في روالبندي الحديقة الوطنية من خلال مجموعة زرداري. وحكم عليه بالسجن لمدة 18 شهراً وطلب منه دفع غرامة قدرها 20 مليون روبية لكن المحكمة العليا في لاهور ألغت هذا عام 2002.

## الحياة الشخصية
تزوج مرتين وله أربعة أطفال ؛ آصف علي زرداري, فوزية زرداري، عزرا بيتشوهو و فريال تالبور. و تبنى أبن عويس مظفر تابي.

## وفاته
تم أدخال حاكم علي زرداري في المعهد الباكستاني للعلوم الطبية (PIMS) في مارس بعد فشل العديد من الأجهزة. توفي في المستشفى في 24 مايو 2011 عن عمر يناهز 81 عامًا.

## وصلات خارجية
- حاكم علي زرداري وفاة في 81 – الأمم
- حاكم علي زرداري في مقابلة